# Autoritatea Națională pentru Tineret
Autoritatea Națională pentru Tineret (ANT) este un organ de specialitate al administrației publice centrale, cu personalitate juridică, aflată în subordinea Guvernului, cu finanțare de la bugetul Cancelariei Primului-ministru, având rolul de a aplica politica guvernamentală în domeniul tineretului. Ideea de bază ce ghideaza activitatea organizației este aceea de armonizare a programelor sale cu cele provenite din sfera societății civile, venind în întâmpinarea unor necesități și probleme sociale majore ale tinerilor.

## Istoric
Autoritatea Națională pentru Tineret s-a înființat în anul 2004 preluând  activitatea din domeniul tineretului  de la fostul Minister al Educației, Cercetării și Tineretului. Instituția avea ca principale atribuții: sprijinirea organizațiilor de tineret, organizarea de acțiuni proprii, administrarea centrelor de tineret din țară și organizarea de tabere. Instituția nou inființată avea în subordine Agenția pentru Sprijinirea Studenților, Casele de Cultură Studențești și Complexul Cultural Sportiv Studențesc "Tei" din București. 
Structura creată a funcționat în paralel cu Agenția Națională pentru Sprijinirea Inițiativelor Tinerilor. În aceste condiții, considerând că există două structuri guvernamentale cu preocupări în domeniul tineretului, actualul guvern a hotărât reorganizarea acestor structuri prin preluarea ANSIT de către ANT.
Începând din luna mai 2005, Autoritatea Națională pentru Tineret s-a aflat într-un amplu proces de reorganizare, având ca scop întărirea cadrului instituțional din teritoriu, prin crearea Direcțiilor pentru Tineret Județene, respectiv a municipiului București.

## Conducerea
Președinții
- Károly Borbély (2005- 12 decembrie 2007)
- Péter Kovács     (13 decembrie 2007 - prezent)

## Activitate
Activitatea Autorității  Naționale  pentru Tineret se concretizează în :
- elaborarea legislației în domeniul tineretului
- realizarea de studii, cercetări privind tineretul
- acordarea de servicii de consultanță în domeniul tineretului
- organizarea de programe de educație nonformală, specifice publicului țintă: școli de vară, tabere tematice, cursuri de formare profesională
- finanțarea acțiunilor și proiectelor de tineret  care promovează participarea civică, asociativitatea, mobilitatea
- organizarea de programe recreative  și de divertisment - prin centrele de agrement și Casele de Cultură ale Studenților
- informarea și consilierea tinerilor - prin centrele de tineret
- colaborări internaționale în domeniile de interes ale tinerilor (sănătate, educație, cultură, timp liber)
- schimburi internaționale de tineret

### Scopuri și obiective
Fundamentarea și evaluarea politicilor și strategiilor privind susținerea tinerei generații, realizarea Programului de cercetare socială în domeniul tineretului și evaluarea activității de tineret.
A. Creșterea participării tinerilor la viața societății: 
- Participarea economică
- Participarea civica si politică
- Participarea culturală
- Participarea la eucație
- Mobilitatea

B. Reducerea factorilor de risc  care conduc la marginalizare și excludere socială
C. Optimizarea cadrului instituțional 
- Informarea si documentarea
- Consultanța si consilierea
- Educația nonformală
- Dezvoltarea asociativitații si stimulare a participării
- Sportive si tehnico-aplicative